# K XVII (潜水艦)
K XVIIはオランダ海軍が運用した通常動力型潜水艦である。K XIV級潜水艦の4番艦。

## 艦歴

### 就役
K XVIIは1930年6月25日に発注され、1931年6月1日にロッテルダムのフィエンノールト造船所で起工し、1932年7月26日に進水、1933年12月19日に就役した。1934年6月20日から8月1日まで、K XVIIは海防戦艦「ヘルトーグ・ヘンドリック」と駆逐艦「エバーツェン」、水雷艇「Z5」、潜水艦「K XVIII」と共にニーウェディープ港を出発し、バルト海へ演習航海を行った。艦隊はグディニャとケーニヒスベルク、リガ、コペンハーゲンに寄港した。

### 蘭領東インド
1935年1月、K XVIIとK XVIはニーウェディープを出航しオランダ領東インド（蘭領東インド）へ回航された。2隻はリスボン、ナポリ、アレクサンドリア、アデン、コロンボを経由して、1935年月26日にパダンに到着した。
1938年9月6日、K XVIIは姉妹艦と共に、スラバヤで開催されたウィルヘルミナ女王即位40周年記念観艦式に参加した。

### インド洋の商船護衛
1940年5月10日、ドイツがオランダに侵攻し5月17日にオランダ政府が亡命する。インド洋にもドイツ艦隊出現の情報がもたらされ、9月15日、K XVIIはジャカルタ郊外のタンジュンプリオクを出航し、ダーバンに向かう商船「レマタン」を護衛した。9月下旬、K XVIIはダーバンに向かう商船「サランド」をスンダ海峡からインド洋まで護衛した。
1941年3月、ドイツのポケット戦艦「アドミラル・シェーア」がインド洋に進出して通商破壊を展開したことから、潜水艦「K IX」「K X」とK XVIIがスンダ海峡に展開した。6月には、東南アジア海域に日本軍の輸送艦隊出現の報を受け、K XVIIとK XVIIIが蘭領東インド北西海域の哨戒を行った。その後、7月下旬に定期修理のため、O16と共にタンジュンプリオクに戻った。2隻は11月15日にタンジュンプリオクを出航し、11月24日に帰航した。

### マレー作戦
11月28日、K XVIIとO16はボルネオ島西部のサンバス沖に派遣され、12月6日からイギリス海軍中国艦隊の指揮下で哨戒を始める予定だった。11月29日、2隻は12ノットで航行していたが、最高速度で急行するよう命令が下った。12月1日、2隻は中国艦隊の指揮下に入ったが、シンガポールに向かうよう命じられた。シンガポールに到着した2隻には、南シナ海の北緯07度30分 東経103度00分 / 北緯7.500度 東経103.000度から北緯08度 東経103度 / 北緯8度 東経103度の海域の哨戒が命じられ、12月6日に出航した。12月8日、真珠湾攻撃により太平洋戦争（大東亜戦争）が勃発し、オランダも日本に宣戦布告。日本軍はマレー作戦を発動しており、同日にはマレー半島東岸沖で日本の潜水艦「伊五六」が潜水艦を発見し追跡中に見失ったが、この潜水艦はK XVIIだったと考えられている。
12月8日、K XVIIはタイランド湾で哨戒を行った。同日、中国艦隊等が統合されて新編された東洋艦隊は、翌12月9日、O16とK XI、K XII、K XIII、K XVIIに東経180度一帯の哨戒を命じた。12月14日、K XVIIはイギリス領マラヤのパハン沖を哨戒し、13時にK XIIと会合したのが、K XVIIが確認された最後だった。12月21日、K XVIIはタイランド湾から出ようとした際に日本軍の機雷に触れ沈没。乗員36人全員が死亡した。

### 沈没後
沈没後に刊行された『ニューズウィーク』1942年1月12日号の表紙をK XVIIの司令塔と艦載砲の写真が飾った。
1978年、ティオマン島沖の北緯03度10分 東経104度10分 / 北緯3.167度 東経104.167度で潜水艦の残骸が見つかり、1982年にK XVIIと断定された。
1998年、ユニリーバがスポンサーとなり、シンガポールの日刊紙『ザ・ストレーツ・タイムズ』の潜水クルーがO16とK XVIIの撮影に成功した。しかし、この撮影はユニリーバが宣伝映像にするためだったことが明らかになり、抗議活動が起こったため映像は公開されなかった。その後、2000年と2003年、2005年にK XVIIとO16の写真が撮影された。

## 参考資料
1. 1 2 3 4 5 6 7 8 9 10 11 12 13 14 15  “Dutch Submarines: The submarine K XVII”. dutchsubmarines.com (2012年). 2021年5月4日閲覧。